# 93. Oscar-gála
A 93. Oscar-gálát az Amerikai Filmművészetek és Filmtudományok Akadémiája 2021-ben rendezte meg a 2020-ban bemutatott filmek díjazására. Eredetileg február 28-án tervezték megtartani a díjátadót, de a globális Covid19-pandémia miatt elhalasztották április 25-re. Az akadémia több változtatást is bevezetett a 2021-es díjátadóra. A járvány miatt ideiglenesen olyan filmek is nevezhetők voltak, melyeket kizárólag streaming platformokon mutattak be, a mozik zárva tartásának ideje alatt. További fontos változás, hogy a legjobb hangvágás és hangkeverés kategóriáit ezentúl legjobb hang elnevezéssel összevonják egy kategóriába. A legjobb nemzetközi játékfilmre az akadémia minden tagja szavazhat. A legjobb eredeti filmzene jelölésének szabályai is változtak: csak olyan film jelölhető, ahol a zene legalább 60%-a eredeti alkotás. A dokumentumfilmek esetén is történt módosítás: ezentúl minden olyan film nevezhető, melyet egynél több, kvalifikáló filmfesztiválon bemutattak.
A díjra jelöltek névsorát 2021. március 15-én jelentette be Prijanka Csopra, valamint művész- és házastársa Nick Jonas az Akadémia hivatalos weboldalán élő internetes közvetítésen.

## Díjazottak és jelöltek
A nyertesek az első helyen sorolva és félkövérrel szedve.
| Legjobb film | Legjobb rendező |
| --- | --- |
| - A nomádok földje (Nomadland) – Frances McDormand, Peter Spears, Mollye Asher, Dan Javey és Chloé Zhao - A chicagói 7-ek tárgyalása (The Trial of the Chicago 7) – Marc Platt és Stuart Besser - A metál csendje (Sound of Metal) – Bert Hamelinick és Sacha Ben Harroche - Ígéretes fiatal nő (Promising Young Woman) – Ben Browning, Ashley Fox, Emerald Fennell és Josey McNamara - Júdás és a Fekete Messiás – Shaka King, Charles D. King és Ryan Coogler - Mank – Ceán Chaffin, Eric Roth, és Douglas Urbanski - Minari – A családom története (Minari) – Christina Oh - Az apa (The Father) – David Parfitt, Jean-Louis Livi és Philippe Carcassonne | - Chloé Zhao – A nomádok földje (Nomadland) - Lee Isaac Chung – Minari – A családom története (Minari) - Emerald Fennell — Ígéretes fiatal nő (Promising Young Woman) - David Fincher – Mank - Thomas Vinterberg – Még egy kört mindenkinek (Another Round) |
| Legjobb férfi főszereplő | Legjobb női főszereplő |
| - Anthony Hopkins – Az apa (The Father) mint Anthony - Riz Ahmed – A metál csendje (Sound of Metal) mint Ruben Stone - Chadwick Boseman (posztumusz) – Ma Rainey: A blues nagyasszonya (Ma Rainey's Black Bottom) mint Levee Green - Gary Oldman – Mank mint Herman J. Mankiewicz - Steven Yeun – Minari – A családom története (Minari) mint Jacob Yi | - Frances McDormand – A nomádok földje (Nomadland) mint Fern - Viola Davis – Ma Rainey: A blues nagyasszonya (Ma Rainey's Black Bottom) mint Ma Rainey - Andra Day – The United States vs. Billie Holiday mint Billie Holiday - Vanessa Kirby – Pieces of a Woman mint Martha Weiss - Carey Mulligan – Ígéretes fiatal nő (Promising Young Woman) mint Cassandra „Cassie” Thomas |
| Legjobb férfi mellékszereplő | Legjobb női mellékszereplő |
| - Daniel Kaluuya – Júdás és a Fekete Messiás mint Fred Hampton - Sacha Baron Cohen – A chicagói 7-ek tárgyalása (The Trial of the Chicago 7) mint Abbie Hoffman - Leslie Odom Jr. – Egy éj Miamiban... (One Night in Miami...) mint Sam Cooke - Paul Raci – A metál csendje (Sound of Metal) mint Joe - Lakeith Stanfield – Júdás és a Fekete Messiás mint William „Bill” O'Neal | - Jun Jodzsong (Yun Yeo-jeong) – Minari – A családom története (Minari) mint Szundzsa (Soon-ja) - Maria Bakalova – Borat utólagos mozifilm (Borat Subsequent Moviefilm) mint Tutar Sagdiyev - Glenn Close – Vidéki ballada az amerikai álomról (Hillbilly Elegy) mint Bonnie „Mamaw” Vance - Olivia Colman – Az apa (The Father) mint Anne - Amanda Seyfried – Mank mint Marion Davies |
| Legjobb eredeti forgatókönyv | Legjobb adaptált forgatókönyv |
| - Ígéretes fiatal nő (Promising Young Woman) — Emerald Fennell - A chicagói 7-ek tárgyalása (The Trial of the Chicago 7) — Aaron Sorkin - A metál csendje (Sound of Metal) — forgatókönyvíró: Darius Marder és Abraham Marder; ötlet: Darius Marder és Derek Cianfrance - Júdás és a Fekete Messiás — forgatókönyvíró: Will Berson és Shaka King; ötlet: Will Berson, Shaka King, Keith Lucas és Kenny Lucas - Minari – A családom története (Minari) — Lee Isaac Chung | - Az apa (The Father) — Christopher Hampton és Florian Zeller - A Fehér Tigris (The White Tiger) — Ramin Bahrani, Arvind Adiga The White Tiger c. novellája alapján - A nomádok földje (Nomadland) — Chloé Zhao, Jessica Bruder A nomádok földje c. regénye alapján - Borat utólagos mozifilm (Borat Subsequent Moviefilm) — forgatókönyvíró: Sacha Baron Cohen, Anthony Hines, Dan Swimer, Peter Baynham, Erica Rivinoja, Dan Mazer, Jena Friedman és Lee Kern; ötlet: Baron Cohen, Hines, Swimer és Nina Pedrad; Baron Cohen alkotta Borat Sagdiyev karaktere alapján - Egy éj Miamiban... (One Night in Miami...) — Kemp Powers, saját, azonos című darabja alapján                                                            |
| Legjobb animációs film | Legjobb idegen nyelvű film |
| - Lelki ismeretek (Soul) – Pete Docter és Dana Murray - Előre (Onward) – Dan Scanlon és Kori Rae - Lunaria – Kaland a Holdon (Over the Moon) – Glen Keane, Gennie Rin és Peilin Chou - Shaun, a bárány és a farmonkívüli (A Shaun the Sheep Movie: Farmageddon) – Richard Phelan, Will Becher és Paul Kewley - Farkasok népe – Tomm Moore, Ross Stewart, Paul Young és Stéphan Roelants | - Még egy kört mindenkinek (Druk) (dánul) – rendezte: Thomas Vinterberg - Better Days (Saonien tö ni (Shaonian de ni) (kínaiul) – rendezte: Derek Tsang - Kollektíva (Colectiv) (románul) – rendezte: Alexander Nanau - Quo Vadis, Aida? (bosnyákul) – rendezte: Jasmila Žbanić - The Man Who Sold His Skin (arabul) – rendezte: Kaouther Ben Hania |
| Legjobb dokumentumfilm | Legjobb rövid dokumentumfilm |
| - Tanítóm, a polip (My Octopus Teacher) – Pippa Ehrlich, James Reed és Craig Foster - Kedves kém (El agente topo/The Mole Agent; spanyol) – Maite Alberdi és Marcela Santibáñez - Kollektíva (Colectiv/Collective; román) – Alexander Nanau és Bianca Oana - Time – Garrett Bradley, Lauren Domino és Kellen Quinn - Több mint tábor: A fogyatékosok forradalma (Crip Camp) – Nicole Newnham, Jim LeBrecht és Sara Bolder | - Colette – Anthony Giacchino és Alice Doyard - A Concerto Is a Conversation – Ben Proudfoot és Kris Bowers - A Love Song for Latasha – Sophia Nahali Allison és Janice Duncan - Do Not Split – Anders Hammer és Charlotte Cook - Hunger Ward – Skye Fitzgerald és Michael Shueuerman |
| Legjobb élőszereplős rövidfilm | Legjobb animációs rövidfilm |
| - Two Distant Strangers – Travon Free és Martin Desmond Roe - Feeling Through – Doug Roland és Susan Ruzenski - The Letter Room – Elvira Lind és Sofia Sondervan - The Present – Farah Nabulsi - White Eye – Tomer Shushan és Shira Hochman | - Ha bármi történik, szeretlek (If Anything Happens I Love You) – Will McCormack és Michael Govier - Burrow – Madeline Sharafian és Michael Capbarat - Genius Loci – Adrien Mérigeau és Amaury Ovise - Opera – Eric Oh - Yes-People – Gísli Darri Halldórsson és Arnar Gunnarsson |
| Legjobb eredeti filmzene | Legjobb eredeti dal |
| - Trent Reznor, Atticus Ross és Jon Batiste – Lelki ismeretek (Soul) - Terence Blanchard – Az 5 bajtárs (Da 5 Bloods) - Trent Reznor és Atticus Ross – Mank - Emile Mosseri – Minari – A családom története (Minari) - James Newton Howard – A kapitány küldetése (News of the World) | - Fight for You, a Júdás és a Fekete Messiás c. filmből – zene: H.E.R. és Dernst Emile II; szöveg: H.E.R. és Tiara Thomas - Hear My Voice, A chicagói 7-ek tárgyalása (The Trial of the Chicago 7) c. filmből – zene: Daniel Pemberton; szöveg: Daniel Pemberton és Celeste Waite - Husavik, az Eurovíziós Dalfesztivál: A Fire Saga története (Eurovision Song Contest: The Story of Fire Saga) c. filmből – zene és szöveg: Savan Kotecha, Fat Max Gsus és Rickard Göransson - Io sì (Seen), az Előttem az élet (The Life Ahead) c. filmből – zene: Diane Warren; szöveg: Diane Warren és Laura Pausini - Speak Now, az Egy éj Miamiban... (One Night in Miami...) c. filmből – zene és szöveg: Leslie Odom Jr. és Sam Ashworth |
| Legjobb látványtervezés | Legjobb operatőr |
| - Mank - látványtervező: Donald Graham Burt; díszletberendező: Jan Pascale - Az apa (The Father) - látványtervező: Peter Francis; díszletberendező: Cathy Featherstone - Ma Rainey: A blues nagyasszonya (Ma Rainey's Black Bottom) - látványtervező: Mark Ricker; díszletberendező: Karen O'Hara és Diana Sroughton - A kapitány küldetése (News of the World) - látványtervező: David Crank; díszletberendező: Elizabeth Keenan - Tenet - látványtervező: Nathan Crowley; díszletberendező: Kathy Lucas | - Mank – Erik Messerschmidt - Júdás és a Fekete Messiás – Sean Bobbitt - A nomádok földje (Nomadland) – Joshua James Richards - A kapitány küldetése (News of the World) – Dariusz Wolski - A chicagói 7-ek tárgyalása (The Trial of the Chicago 7) – Phedon Papamichael |
| Legjobb jelmez | Legjobb smink |
| - Ma Rainey: A blues nagyasszonya (Ma Rainey's Black Bottom) – Ann Roth - Emma – Alexandra Byrne - Mank – Trish Summerville - Mulan – Bina Daigeler - Pinokkió – Massimo Cantini Parrini | - Ma Rainey: A blues nagyasszonya (Ma Rainey's Black Bottom) - Matiki Anoff, Mia Neal, Larry M. Cherry - Emma - Marese Langan, Laura Allen és Claudia Stolze - Vidéki ballada az amerikai álomról (Hillbilly Elegy) - Eryn Krueger Mekash, Patricia Dehaney, Matthew Mungle - Mank - Kimberley Spiteri, Gigi Williams - Pinokkió - Dalia Colli, Mark Coulier, Francesco Pegoretti |
| Legjobb vágás | Legjobb hang |
| - A metál csendje (Sound of Metal) – Mikkel E.G. Nielsen - Az apa (The Father) – Yorgos Lamprinos - A nomádok földje (Nomadland) – Chloé Zhao - Ígéretes fiatal nő (Promising Young Woman) – Frédéric Thoraval - A chicagói 7-ek tárgyalása (The Trial of the Chicago 7) – Alan Baumgarten | - A metál csendje (Sound of Metal) – Nicolas Becker, Jaime Baksht, Michelle Couttolenc, Carlos Cortes és Philip Bladh - A Greyhound csatahajó (Greyhound) – Warren Shaw, Michael Minkler, Beau Borders és David Wyman - Mank – Ren Klyce, Jeremy Molod, David Parker, Nathan Nance és Drew Kunin - A kapitány küldetése (News of the World) - Oliver Tarney, Mike Prestwood Smith, William Miller és John Pritchett - Lelki ismeretek (Soul) – Ren Klyce, Coya Elliot és David Parker |
| Legjobb vizuális effektek | |
| - Tenet – Andrew Jackson, David Lee, Andrew Lockley és Scott Fisher - Szerelem és szörnyek (Love and Monsters) – Matt Sloan, Genevieve Camailleri, Matt Everitt és Brian Cox - Az éjféli égbolt (The Midnight Sky) – Matthew Kasmir, Christopher Lawren, Max Solomon és David Watkins - Mulan – Sean Faden, Anders Langlands, Seth Maury és Steven Ingram - Ivan, az egyetlen (The One and Only Ivan) – Nick Davis, Greg Fisher, Ben Jones és Santiago Colomo Martinez | |

## Kormányzók díjai
A Covid19-pandémia miatt az Amerikai Filmművészetek és Filmtudományok Akadémiája lemondta az éves kormányzói díjátadó ünnepségét. Ez az első olyan év, amikor a Kormányzók nem osztanak ki Tiszteletbeli Oscar-díjat; a két humanitárius díjban részesülőnek pedig kivételesen az Oscar-gálán tervezik átadni a trófeákat.

### Jean Hersholt Humanitárius Díj
- Tyler Perry – „az utóbbi években folytatott aktív emberbaráti és jótékonysági törekvéseiért, ideértve a közössége tagjait sújtó hajléktalanság és gazdasági nehézségek kezelésére irányuló erőfeszítéseit.”
- Motion Picture & Television Fund – „megtisztelve azért az érzelmi és pénzügyi segítségnyújtásért, amelyet a szórakoztatóipar tagjai számára nyújt.”

## Többszörös jelölések és elismerések
| Jelölés | Díj | Magyar cím                         | Eredeti cím                 |
| ------- | --- | ---------------------------------- | --------------------------- |
| 10      | 2   | Mank                               | Mank                        |
| 6       | 0   | A chicagói 7-ek tárgyalása         | The Trial of the Chicago 7  |
| 6       | 2   | A metál csendje                    | Sound of Metal              |
| 6       | 3   | A nomádok földje                   | Nomadland                   |
| 6       | 2   | Az apa                             | The Father                  |
| 6       | 2   | Júdás és a Fekete Messiás          | Judas and the Black Messiah |
| 6       | 1   | Minari – A családom története      | Minari                      |
| 5       | 1   | Ígéretes fiatal nő                 | Promising Young Woman       |
| 5       | 2   | Ma Rainey: A blues nagyasszonya    | Ma Rainey's Black Bottom    |
| 4       | 0   | A kapitány küldetése               | News of the World           |
| 3       | 2   | Lelki ismeretek                    | Soul                        |
| 3       | 0   | Egy éj Miamiban...                 | One Night in Miami...       |
| 2       | 0   | Borat utólagos mozifilm            | Borat Subsequent Moviefilm  |
| 2       | 0   | Emma                               | Emma                        |
| 2       | 0   | Kollektíva                         | Colectiv                    |
| 2       | 1   | Még egy kört mindenkinek           | Druk                        |
| 2       | 0   | Mulan                              | Mulan                       |
| 2       | 0   | Pinokkió                           | Pinocchio                   |
| 2       | 1   | Tenet                              | Tenet                       |
| 2       | 0   | Vidéki ballada az amerikai álomról | Hillbilly Elegy             |